# 誰かが彼女を愛してる
『誰かが彼女を愛してる』（だれかがかのじょをあいしてる）は、1992年10月14日より12月23日まで毎週水曜日21:00 - 21:54に、フジテレビ系列の「水曜劇場」枠で放送されていた日本のテレビドラマ。主演は中山美穂。
2010年3月3日にポニーキャニオンよりフジテレビ50周年記念DVDの企画『中山美穂 恋（れん）ドラDVDコレクション』の1つとしてDVD-BOXが発売。これが初ソフト化となった。

## キャスト
- 高野つばさ - 中山美穂
本作の主人公。美術系の短大を卒業している。
自分の中で何かをやりたい気持ちがあり、その何かを追い求めながら日々アルバイトに明け暮れている。
バンデン・プラプリンセス1300が愛車。あることがきっかけで佐藤浩平・学親子に恋してしまう。酒癖が悪い。絵を描くことの大切さを次第に取り戻していく。ロンドンの空気が好き。
- 佐藤学 - 的場浩司
つばさに一目惚れして猛アタックをかけた末交際することになった、つばさの恋人。かつては恵理子と半同棲していた。関東事務機販売で働いている。父・浩平とはすれ違いが続く。
- 朝倉純也（画廊店店主） - 西村和彦
つばさが働いているギャラリーの店長。自他共に認めるプレイボーイで、つばさを口説こうとするもいつも失敗する。金持ちの息子で、学からは「ボンボンジュニア」と呼ばれている。
- 結城奈美 - 鶴田真由
東京理工大学学生。佐藤浩平に思いを寄せている。つばさの出現で浩平へのアタックが激しくなる。
- 田辺恵理子 - 中島ひろ子
学の元恋人（交際していた頃は将来は結婚も、と考えていた）。同じ関東事務機販売で働いている。
- 武田幹夫 - 中野英雄
学と同じ職場の先輩で、やたらに先輩風を吹かせ、学をいびり、こき使っている。
- 桑原兼子 - あめくみちこ
- 山田良夫 - 村井国夫
- 黒沢八郎 - モト冬樹
浩平の隣家の主人でサラリーマンで、単身赴任中。恐妻家だが、浮気の噂も。
- 黒沢千恵子 - 五十嵐淳子
八郎の妻。隣同士のよしみで、何かと浩平を気遣う。
- 佐藤浩平（学の父・大学助教授） - 根津甚八
つばさの恋人。東京理工大学教授。3年前に離婚して岩石粉砕学の研究をしている。ワインマニアで恋には無縁のはずに見えたが、つばさに惹かれることに。

（出典：）

## スタッフ
- 脚本 - 伴一彦 （全話）
- 音楽 - 千住明
- 演出 - 光野道夫、阿部雄一、杉山登
- 主題歌 - 中山美穂&WANDS「世界中の誰よりきっと」
- プロデュース - 亀山千広、長尾恵美子

## 放送日程
| 話数                                                 | 放送日   | サブタイトル                 | 演出     | 視聴率 |
| ---------------------------------------------------- | -------- | ---------------------------- | -------- | ------ |
| 第1話                                                | 10月14日 | 月の輝く夜に                 | 光野道夫 | 16.1%  |
| 第2話                                                | 10月21日 | 恋は元気の出る病気だネ!!     | 光野道夫 | 19.2%  |
| 第3話                                                | 10月28日 | つのる想いが嵐を呼ぶゼ!!     | 阿部雄一 | 15.4%  |
| 第4話                                                | 11月04日 | 燃える夕陽に抱きしめて…      | 杉山登   | 14.7%  |
| 第5話                                                | 11月11日 | 息子よ! お前もか             | 光野道夫 | 16.3%  |
| 第6話                                                | 11月18日 | 恋の勝負だ! オヤジ出て来いッ | 阿部雄一 | 13.9%  |
| 第7話                                                | 11月25日 | 今夜、あの娘が熱くなるッ!    | 光野道夫 | 14.9%  |
| 第8話                                                | 12月02日 | 好きだから…                  | 杉山登   | 13.3%  |
| 第9話                                                | 12月09日 | 熱く恋してッ!                | 光野道夫 | 12.0%  |
| 第10話                                               | 12月16日 | 親子でプロポーズだなんて…    | 阿部雄一 | 13.2%  |
| 最終話                                               | 12月23日 | 世界中の誰よりきっと         | 光野道夫 | 14.2%  |
| （平均視聴率は14.8％関東地区・ビデオリサーチ社調べ） |          |                              |          |        |

## エピソード
- フジテレビが新設した水曜劇場第1弾ドラマとして放送された。当初、同クール月9枠で中山美穂主演で企画されていたが、当時人気上昇中であった牧瀬里穂の初主演ドラマとの時間枠の関係で、実績のある中山主演の当ドラマを新枠に、牧瀬主演の『二十歳の約束』を高視聴率が確保できる月9枠にという配慮がなされた。
- 初回放送日に番宣で同局の報道番組『FNNスーパータイム』に中山美穂が出演。番組最後の天気予報の原稿を中山が読むという演出がなされた。
- 一部の番宣広告には中山が唄う主題歌「世界中の誰よりきっと」のジャケットと同一の写真（除WANDS）が使用された。またジャケットにある曲名の手書き文字も本作のタイトルデザイナーである山形憲一（当時フジテレビタイトル室所属）が同じ書体で作成した。